# Ralph Abercromby

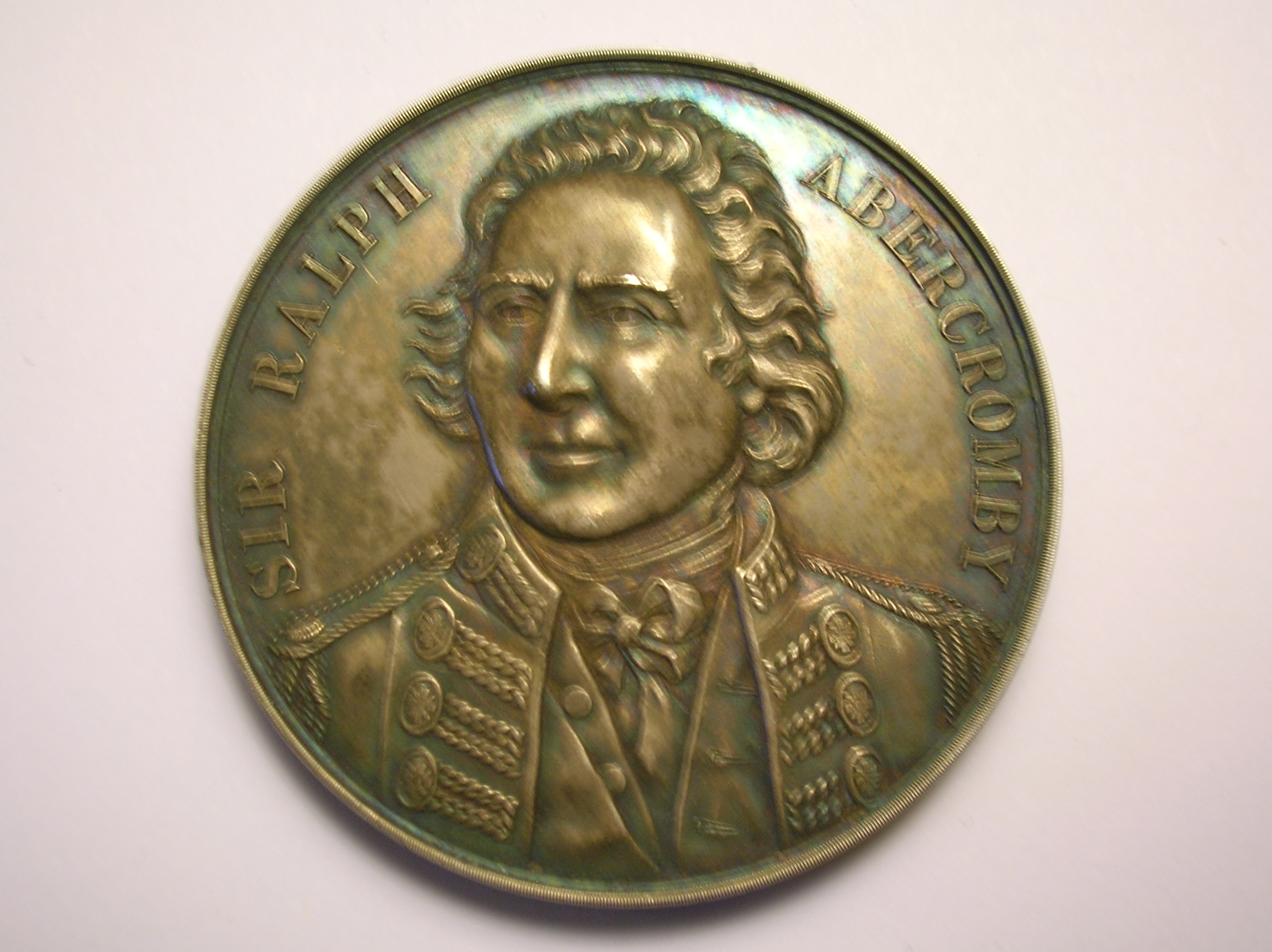
Herdenkingsmunt van de Britse verovering van Tobago door Abercromby in 1797

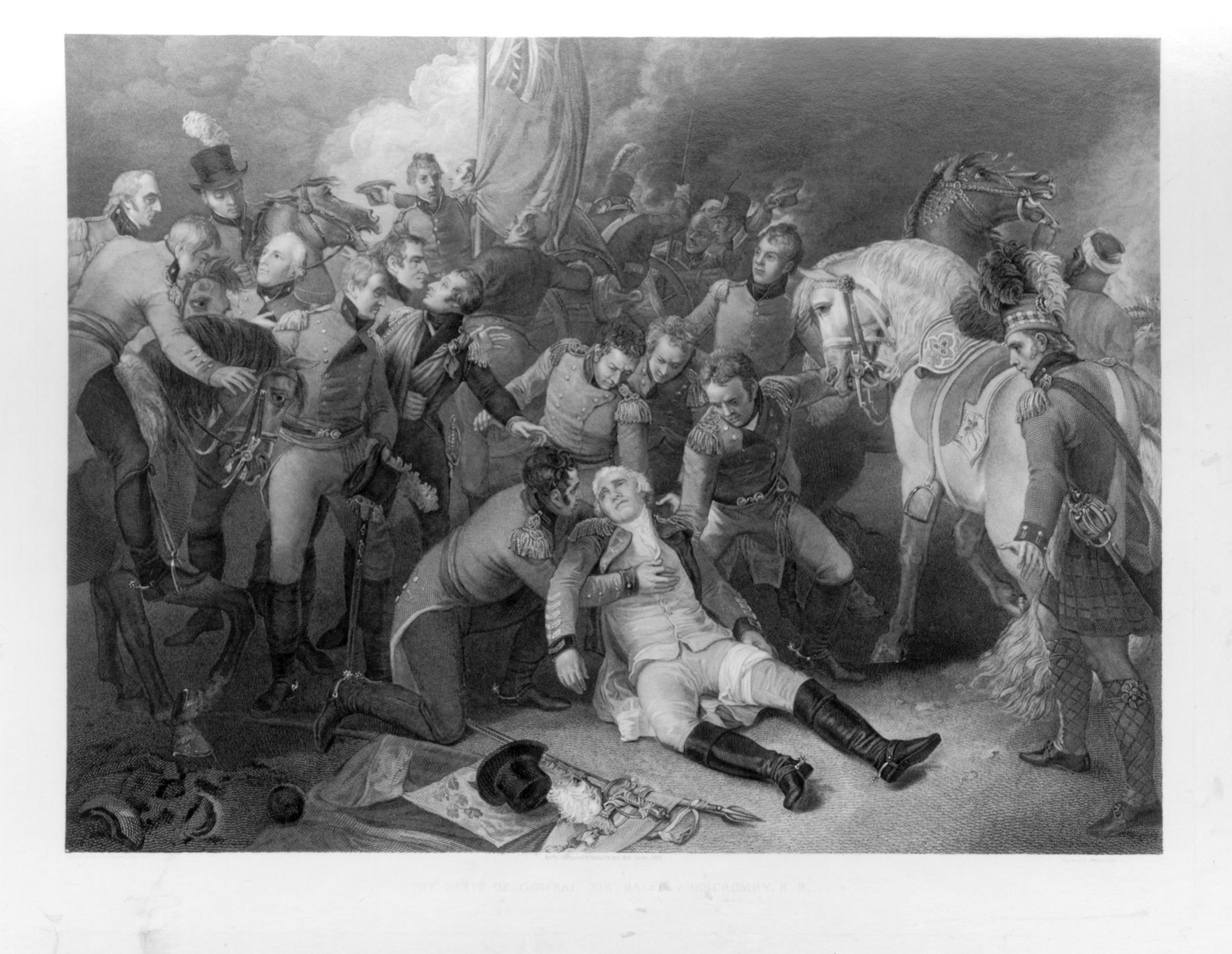
De dood van Abercromby, geschilderd door Francis Legat. Het schilderij bevindt zich nu in de National Portrait Gallery. In werkelijkheid stierf Abercromby niet op het slagveld maar een week later.

Ralph Abercromby (Menstrie (Clackmannanshire, Schotland), 7 oktober 1734 - nabij Alexandrië (Egypte), 28 maart 1801) was een Brits generaal tijdens de Franse revolutionaire oorlogen. Abercromby (soms geschreven als Abercrombie) vocht in de Zuidelijke Nederlanden in 1793-1795 en speelde ook een belangrijke rol in de Brits-Russische inval in Noord-Holland in 1799. Hij sneuvelde in Egypte in 1801.
In St Paul's Cathedral in Londen staat een monument aan Abercromby. Dit monument, dat zich in het zuidelijke transept van de kathedraal bevindt, bestaat uit een beeld van de hand van Richard Westmacott. Het toont een dodelijk gewonde Abercromby die door een ondergeschikte van zijn paard wordt gehaald en weggedragen wordt. Het centrale beeld wordt geflankeerd door twee beelden van een Egyptische sfinx.
Het plein Abercromby Square in Liverpool is vernoemd naar hem.

## Carrière

### Jeugd en vroege carrière
Abercromby ging naar de Rugby-kostschool en studeerde vervolgens aan de Universiteit van Edinburgh. In 1754 vertrok hij naar Duitsland om aan de Universiteit van Leipzig rechten te studeren. Bij zijn terugkeer naar Groot-Brittannië twee jaar later besloot hij echter niet advocaat te worden maar het leger in te gaan.
Met het cavalerieregiment 3rd Dragoon Guards diende hij in de Zevenjarige Oorlog. Hij bereikte de rang van luitenant-kolonel in 1773 en kolonel in 1780. Daarnaast diende hij van 1774 tot 1780 als Brits parlementslid voor het Schotse kiesdistrict Clackmannanshire and Kinross-shire. In 1783 verliet hij het leger en werd nogmaals parlementslid (1784-1786). Hierna ging hij in Edinburgh wonen.

### Zuidelijke Nederlanden
In 1793 begon de Eerste Coalitieoorlog tegen Frankrijk – waar enkele jaren eerder de Franse Revolutie was uitgebroken – toen Groot-Brittannië en vele andere landen oorlog verklaarden aan Frankrijk nadat de revolutionairen het koninklijk paar Lodewijk XVI en Marie Antoinette naar de guillotine hadden gestuurd.
Abercromby ging weer in militaire dienst en kreeg, onder het opperbevel van de hertog van York, het bevel over een brigade van de Britse troepen in de Zuidelijke Nederlanden. Abercromby leidde de voorste troepen in het treffen tegen de Fransen bij Le Cateau op 28 maart 1794. Tijdens de Slag om Boxtel (14-15 september 1794) probeerde hij Boxtel te hernemen. Hij raakte gewond bij Nijmegen. In de winter van 1794-1795 had hij de leiding over de Britse terugtrekking uit de Nederlanden.
Als dank voor zijn verdiensten werd hij in 1795 benoemd tot de Orde van het Bad, een Britse ridderorde.

### Caraïben
Abercromby nam in 1796 over als opperbevelhebber van de Britse troepen in de Caraïben. Hij veroverde de eilanden Grenada (Frans), Trinidad en Tobago (Spaans), Saint Lucia (Frans) en Saint Vincent (Frans) en nam de Nederlandse kolonies Essequibo en Demerara in. Op 17 april 1797 landde hij op het Spaanse eiland Puerto Rico met ongeveer 10.000 man en probeerde het eiland in te nemen. Deze Slag bij San Juan eindigde echter in een nederlaag. Zijn mannen kwamen niet verder dan het water bij Fortín de San Gerónimo de Boquerón en na twee weken moest Abercromby zich terugtrekken.
Abercromby diende in 1797 kortstondig als gouverneur van Trinidad.

### Ierland en Schotland
Bij zijn terugkeer naar Groot-Brittannië kreeg hij het commando over de Scots Greys en kreeg promotie tot luitenant-generaal.
In 1798-1799 was hij opperbevelhebber van de Britse troepen in Ierland, waar in 1798 een opstand tegen de Britse overheersing was uitgebroken. Hierna diende hij korte tijd als opperbevelhebber van de Britse troepen in Schotland.

### Noord-Holland
Abercromby nam deel aan de Brits-Russische inval in Noord-Holland in 1799, wederom onder opperbevel van de hertog van York. Hij deelde een stevige nederlaag uit aan de Franse en Bataafse troepen in de Slag bij Krabbendam op 10 september, waarbij hij handig gebruikmaakte van de dijk rond de Zijpe-polder als defensieve muur. In de Slag bij Bergen op 19 september had hij het bevel over de linkerkolom van de Britse troepen. Hij nam echter niet direct deel aan de veldslag, waardoor de geallieerden niet genoeg troepen konden verzamelen om de Fransen en Bataven te verslaan. Abercromby wist met zijn troepen wel Hoorn in te nemen. In Hoorn werd de oranje stadhoudersvlag gehesen, maar deze moest na korte tijd weer neergehaald worden omdat Abercromby na de geallieerde nederlaag bij Bergen bevel kreeg van de hertog van York om zich weer terug te trekken.
Tijdens de Slag bij Alkmaar (2 oktober) marcheerde Abercromby vanuit Petten met zijn troepen over het strand, gebruikmakend van het ebgetijde. Ondanks het opkomende vloed wisten zijn troepen de weg tussen Bergen en Egmond aan Zee te bezetten, zodat de Franse linkervleugel in Egmond aan Zee afgesneden werd van de Franse hoofdmacht. Hierdoor zag de Franse opperbevelhebber, generaal Brune, zich gedwongen tot een tactische terugtrekking uit Alkmaar.
Tijdens de Slag bij Castricum op 6 oktober vochten Abercromby's troepen in de duinen bij Wijk aan Zee tegen de Franse troepen van generaal Gouvion.
Na de Britse terugtrekking uit Noord-Holland kreeg Abercromby officieel dank van het Britse parlement voor zijn verdiensten. Ook kreeg hij een zwaard ter waarde van 100 guinea's aangeboden als cadeau van de City of London.

### Egypte
In 1801 werd Abercromby naar Egypte gestuurd om daar de Franse troepen te verslaan die waren overgebleven van Napoleons expeditie naar Egypte in 1798.
Abercromby landde met zijn troepen in de Baai van Aboukir, nabij Alexandrië, op 8 maart en versloeg de Fransen in de Tweede slag bij Aboekir. Op 21 maart werd Abercromby tijdens een Franse tegenaanval getroffen door een kogel. De kogel kon niet verwijderd worden door de aanwezige chirurgen, en Abercromby stierf zeven dagen later aan boord van het Britse oorlogsschip HMS Foudroyant, dat afgemeerd lag bij Alexandrië. Zijn overblijfselen werden naar Malta gebracht en begraven in het hoofdkwartier van de Grootmeester van de Orde van de tempeliers.

## Na zijn dood
Als eerbetoon voor Abercromby besloot het Britse parlement na zijn dood om een monument aan hem op te richten in St Paul's Cathedral in Londen. Ook kreeg zijn weduwe de adellijke titel barones en een jaarlijkse toelage van 2000 pond. De erfelijke titel Baron Abercromby werd overgenomen door Abercromby's nazaten, tot de titel in 1924 uitstierf met de dood van de – kinderloze – vijfde baron.
Abercromby kreeg zeven kinderen. Al zijn vier zoons werden later parlementslid, waaronder James, die als speaker van het Britse Lagerhuis diende en in in 1839 de adellijke titel Baron Dunfermline kreeg. Deze zoon schreef ook een biografie van zijn vader, Lieutenant-General Sir Ralph Abercromby, K.B., 1793-180l (Edinburgh, 1861).
- Biblioteca Nacional de España: XX5110508
- Bibliothèque nationale de France: cb16295899h (data)
- Gemeinsame Normdatei: 119229293
- International Standard Name Identifier: 0000 0001 0796 7060
- Library of Congress Control Number: n87933789
- Nationale Bibliotheek van Israël: 987007312358905171
- Nederlandse Thesaurus van Auteursnamen: 069844143
- Réseau des bibliothèques de Suisse occidentale: 02-A022797229
- SNAC: w6d22tx1
- Virtual International Authority File: 5736544
- WorldCat: E39PBJqKgGvwYtVkyY9GJBHt8C